# Сердюк Віктор Володимирович
Сердюк Віктор Володимирович (нар. 7 грудня 1972, Полтава) — письменник,  лауреат премії імені Леоніда Бразова (2015 р.), єпархіальної премії Української Православної Церкви Київського Патріархату імені преподобного Паїсія Величковського (2015 р.), премії Полтавської обласної ради імені Панаса Мирного (2018 р.) а також Міжнародної премії фонду Воляників-Швабінських при Фундації Українського Вільного Університету в Нью-Йорку (США) (2018 р.). Неодноразово визнавався лауреатом конкурсу «Краща книга Полтавщини» у номінації «Краще видання для дітей та юнацтва» (2010, 2014, 2015, 2016, 2018, 2020 рр.).
Член Національної спілки письменників України з 2021 року.

## Біографія
Народився 7 грудня 1972 року в м. Полтава. Отримав три вищі освіти: юридичну, фінансову та психологічну. Працював у галузі економіки і права, зараз працює у фінансовій сфері. Одружений, виховує двох дочок.

### Творча діяльність
У 2009 році було опубліковано першу поетичну збірку. Знайомство з відомими письменниками Володимиром Тарасенком та Миколою Костенком мало суттєвий вплив на сферу творчого інтересу. У творчому доробку Віктора Сердюка одинадцять художніх книг, зокрема вісім для дітей та юнацтва, а також п'ять авторських п'єс. Вистави за п'єсами Віктора Сердюка демонструються дитячими творчими колективами міста в бібліотеках, школах, дитячих лікарняних закладах. Саме за твори для дітей та юнацтва Віктор Сердюк відзначений Полтавською обласною літературною премією імені Леоніда Бразова (2015 р.), єпархіальною премією Української Православної Церкви Київського Патріархату імені преподобного Паїсія Величковського (2015 р.), премією Полтавської обласної ради імені Панаса Мирного (2018 р.), а також Міжнародною премією фонду Воляників-Швабінських при Фундації Українського Вільного Університету в Нью-Йорку (США) (2018 р.). Віктор Сердюк неодноразово визнавався лауреатом конкурсу «Краща книга Полтавщини» у номінації «Краще видання для дітей та юнацтва» (2010, 2014, 2015, 2016, 2018 рр.).
Письменник приділяє увагу освітній та просвітницькій роботі з талановитими дітьми та молоддю, зокрема як член редакційної колегії журналу для дітей та юнацтва «Діє-Слово».  Докладає зусиль для об'єднання батьків і освітян з метою реалізації проєктів у системі освіти міста, запровадження методик, зберігаючих здоров'я, захисту прав та інтересів учасників навчально-виховного процесу. 27 квітня 2017 року загальними зборами батьківської громадськості міста Віктор Сердюк обраний головою Полтавської міської батьківської ради.
Віктор Сердюк має подяку голови Полтавської обласної ради за культурно-освітню діяльність, що сприяє відродженню духовності українського народу, розвитку рідної мови та активну громадянську позицію.  

## Твори
1. Збірка віршів «Собою быть имеешь право», (видавництво «Полтавський літератор», 2009 рік).
2. Книга віршованих історій для дітей «Казки старого дуба та Анусин сон», (видавництво «Полтавський літератор», 2010 рік).
3. Поетична збірка на тему становлення підлітків «Сорванец», (видавництво «Полтавський літератор», 2011 рік).
4. Громадянська лірика, книга поезій соціальної, психологічної й морально-філософської тематики «Странник», (видавництво «Полтавський літератор», 2013 рік).
5. Книга для дітей «Чарівне скельце, або Подорож за сміливістю» (проза, видавництво «Дивосвіт», 2014 рік).
6. Книга для дітей «Таємниця різдвяних подарунків» (проза, видавництво «Полтавський літератор», 2015 рік).
7. Лірика, книга поезій «Іде любов, — дихання затамуй»" (видавництво «Дивосвіт», 2016 рік).
8. Книга для дітей «Зачарований Ворон» (проза, видавництво «Полтавський літератор», 2016 рік).
9. Книга для дітей «Сніговик з гарячим серцем» (проза, видавництво «Дивосвіт», 2016 рік).
10. Книга для дітей «Усі дива трапляються в дитинстві» (проза, видавництво «Полтавський літератор», 2017 рік).
11. Книга для дітей «Стежками Флоренії, або Випадок на Ульчиній галявині» (проза, видавництво «Дивосвіт», 2019 рік).
12. Авторські п'єси для дітей та юнацтва «Таємниця різдвяних подарунків» (2015 р.), «Сніговик з гарячим серцем» (2016 р.), «Квітка папороті» (2017 р.), «Жебрацька сумка» (2018 р.), «Булінг» (2019 р.).